# Pinus tecunumanii
Pinus tecunumanii ist eine Pflanzenart aus der Gattung der Kiefern (Pinus) innerhalb der Familie der Kieferngewächse (Pinaceae). Das natürliche Verbreitungsgebiet reucht vom südlichen Mexiko bid Zentralamerika. Sie wird in der Roten Liste der IUCN aufgrund der starken Nutzung als „gefährdet“ eingestuft. Sie ist in ihrem Verbreitungsgebiet ein wichtiger Holzlieferant und wird auch in anderen tropischen Gebieten weltweit gepflanzt.

## Beschreibung

### Erscheinungsbild
Pinus tecunumanii wächst als immergrüner Baum, der Wuchshöhen von meist 50 bis 55 Metern erreicht. Der aufrechte und gerade Stamm erreicht Brusthöhendurchmesser von 120 bis 140 Zentimetern. Die Stammborke im unteren Teil des Stammes ist 5 Zentimeter dick und graubraun, 3 bis 4 Meter darüber wird sie dünner und rötlich braun. Die Äste stehen waagrecht oder leicht aufsteigend. Äste höherer Ordnung sind biegsam aber nicht hängend. Die Baumkrone ist schmal und dicht. Jung Triebe sind rau, kahl, rötlich braun und oft von einer Wachsschicht umgeben.

### Knospen und Nadeln
Die vegetativen Knospen sind nicht harzig und eiförmig länglich bis zylindrisch. Endständige Knospen sind 15 bis 20 Millimeter lang, seitständige Knospen sind kleiner. Die als Knospenschuppen ausgebildeten Niederblätter sind braun, pfriemlich und haben einen unregelmäßig gezackten und bewimperten Rand.
Die Nadeln wachsen meist zu viert, seltener zu dritt oder zu fünft in einer anfangs orangebraunen, bis zu 25 Millimeter langen, sich auf 12 bis 18 Millimeter verkürzenden, und später graubraunen Nadelscheide. Die Nadeln sind hellgrün, gerade, dünn, weich und leicht hängend, ab 14 meist 16 bis 18 und selten bis 25 Zentimeter lang und 0,7 bis 1 selten bis 1,3 Millimeter dick. Der Nadelrand ist fein gesägt, das Ende spitz. Auf allen Nadelseiten gibt es gleichmäßig verteilte Spaltöffnungsstreifen. Es werden meist drei oder vier selten zwei oder fünf Harzkanäle gebildet. Die Nadeln bleiben zwei bis drei Jahre am Baum.

### Zapfen und Samen
Die Pollenzapfen sind gelblich, eiförmig-länglich bis zylindrisch, bei der Abgabe der Pollen 1,5 bis 2 Zentimeter lang bei einem Durchmesser von 5 bis 6 Millimetern. Die Samenzapfen wachsen selten einzeln, meist in Wirteln von zwei bis vier nahe den Zweigenden auf meist 20 bis 25 Millimeter, selten nur 15 Millimeter langen, dünnen Stielen, die mit dem Zapfen abfallen. Ausgewachsene Zapfen sind eiförmig bis breit-eiförmig, symmetrisch oder beinahe symmetrisch und geöffnet meist 4 bis 7 Zentimeter, selten ab 3,5 und bis 7,7 Zentimeter lang, bei Durchmessern ab 3 meist von 3,5 bis 6 Zentimetern. Die 75 bis 100 selten bis 140 Samenschuppen sind länglich, gerade oder leicht gebogen und dünn holzig. Die Apophyse ist erhöht, quer gekielt, an der Zapfenbasis gewölbt, gestreift, matt hellbraun oder leicht glänzend. Der Umbo liegt dorsal, er ist grau, flach bis leicht erhöht und mit einem kleinen, abfallenden Stachel bewehrt. Die Zapfen fallen etwa zwei bis drei Jahre nach Abgabe der Samen vom Baum.
Die dunkelgrauen und schwarz gefleckten oder schwarzgrauen Samen sind bei einer Länge von 4 bis 7 Millimetern sowie einem Durchmesser von 2 bis 4 Millimetern schief-eiförmig. Die Samenflügel sind unterteilt, 10 bis 13 Millimeter lang, 4 bis 8 Millimeter breit und graubraun.

## Vorkommen und Gefährdung
Das natürliche Verbreitungsgebiet von Pinus tecunumanii reicht von den südlichen mexikanischen Bundesstaaten Chiapas sowie Oaxaca über die zentralamerikanischen Staaten Belize, El Salvador, Guatemala, Honduras und ins nordwestliche Nicaragua.
Pinus tecunumanii wächst in den Bergen Zentralamerikas in Höhenlagen von 550 bis 2500, selten bis 2900 Metern, in Belize findet man diese Art in Höhenlagen von 300 bis 760 Metern. Das Verbreitungsgebiet wird der Winterhärtezone 9 zugerechnet mit mittleren jährlichen Minimaltemperaturen zwischen −6,6° und −1,2° Celsius (20 bis 30° Fahrenheit). Die jährliche Niederschlagsmenge beträgt zumindest 1000 Millimeter und reicht von 2500 bis 3000 Millimeter, die lange Trockenperiode dauert von November bis Mai. Dadurch sind in niedrigeren und mittleren Höhen Brände häufig, die Frequenz wurde jedoch durch die Anwesenheit der Menschen deutlich erhöht. In diesen Gebieten sind offene Kiefernwälder zusammen mit Adlerfarn (Pteridium aquilinum) und Vertretern der Gattungen Rubus, Calliandra und Leucaena vorherrschend, solange der menschliche Einfluss nicht zu stark ist. In weniger beeinträchtigten Gebieten, besonders in höheren Lagen wächst Pinus tecunumanii häufig zusammen mit anderen Kiefern wie Pinus oocarpa, Pinus maximinoi und Pinus pseudostrobus, in trockeneren Gebieten mit Pinus ayacahuite und Pinus strobus var. chiapensis. In den Nadelwäldern in höheren Lagen findet man auch die Guatemala-Tanne (Abies guatemalensis) und die Mexikanische Zypresse (Cupressus lusitanica). An den zum Atlantik gerichteten Hängen von Chiapas dominieren Laubwälder mit Vertretern der Gattung der Amberbäume (Liquidambar), der Magnolien (Magnolia), der Zimterlen (Clethra), der Hainbuchen (Carpinus), Symplocos und der Eichen (Quercus), Pinus tecunumanii und andere Kiefern beschränken sich auf nährstoffarme Böden oder als Pionierart in Gebieten, die durch Trockenheit zerstört wurden.
In der Roten Liste der IUCN wird Pinus tecunumanii als „gefährdet“ (= „Vulnerable“) eingestuft. Es wird jedoch darauf hingewiesen, dass eine Neubeurteilung notwendig ist. Es gibt noch Gebiete mit ausreichenden Beständen und sehr großen Bäumen, doch sind die meisten Bestände durch Raubbau in viele kleine, disjunkte Gebiete getrennt, die vor allem in tieferen Lagen vom völligen Verschwinden bedroht sind.

## Systematik und Forschungsgeschichte
Die Baumexemplare wurden lange der Art Pinus oocarpa zugeordnet, ab 1940 wurden die Bestände in Chiapas als Varietät Pinus oocarpa var. ochoterenae Martínez beschrieben. 1953 stellte Fritz Schwerdtfeger die Bestände in eine eigene Art Pinus tecunumanii, doch entsprach die Vorgehensweise nicht den Anforderungen einer gültigen Erstbeschreibung. Diese wurden erst 1983 mit der Beschreibung durch  Teobaldo Eguiluz Piedra und Jesse Parker Perry  in Ciencia Forestal, 8, 41, Seiten 4–20, f. 1–9, Tafel 1–2 erfüllt. Zur Unsicherheit trugen auch internationale Pflanzversuche mit Pinus oocarpa bei, die ab etwa 1970 durchgeführt wurden. Pflanzungen, die sich besonders erfolgreich entwickelten, mussten eher Pinus tecunumanii zugeordnet werden. Das Artepitheton tecunumanii erinnert an Tecun Uman, einem Häuptling der Quiché aus dem 16. Jahrhundert, der bei der spanischen Eroberung von Mittelamerika getötet wurde.
Die Art Pinus tecunumanii gehört zur Untersektion Australes aus der Sektion Trifoliae in der Untergattung Pinus innerhalb der Gattung  (Pinus). Morphologische und chemische Untersuchungen zeigen, dass Pinus tecunumanii näher mit Pinus patula als Pinus oocarpa verwandt ist. Manche Autoren sehen diese Exemplare daher als Vertreter der Art Pinus patula oder ordnen sie als Unterart Pinus patula subsp. tecunumanii (F.Schwerdtf. ex Eguiluz & J.P.Perry) Styles der Art Pinus patula zu.

## Verwendung
Pinus tecunumanii ist in Zentralamerika ein wichtiger Holzlieferant, wo diese Art große, gerade Stämme ausbildet. Sie wird in ihrem Verbreitungsgebiet stark als Schnittholz und für andere Anwendungen genutzt. Der Anbau in Plantagen gilt für die Produktion von Zellstoff als vielversprechend, und die Verwendung in tropischen Gebieten außerhalb des natürlichen Verbreitungsgebiets wird überlegt. In Afrika, Indien, Südamerika und in Queensland, Australien wurde sie gepflanzt, doch begrenzt die Verfügbarkeit von Samen noch eine großflächige Nutzung. Eine Verwendung als Zierbaum ist nicht bekannt.